# 艾古利西克湖
45°57′33″N 34°02′59″E / 45.95917°N 34.04972°E
艾古利西克湖（烏克蘭語：Айгульське озеро），是烏克蘭的湖泊，位於克拉斯诺彼列科普斯克区，長18公里、寬4.5公里，面積37.5平方公里，集水區面積213平方公里，平均水深2米，最大水深4.5米。